# XIIe siècle en Lorraine
 (novembre 2021).

Cette page est une liste d'événements qui se sont produits au douzième siècle en Lorraine.

## Événements

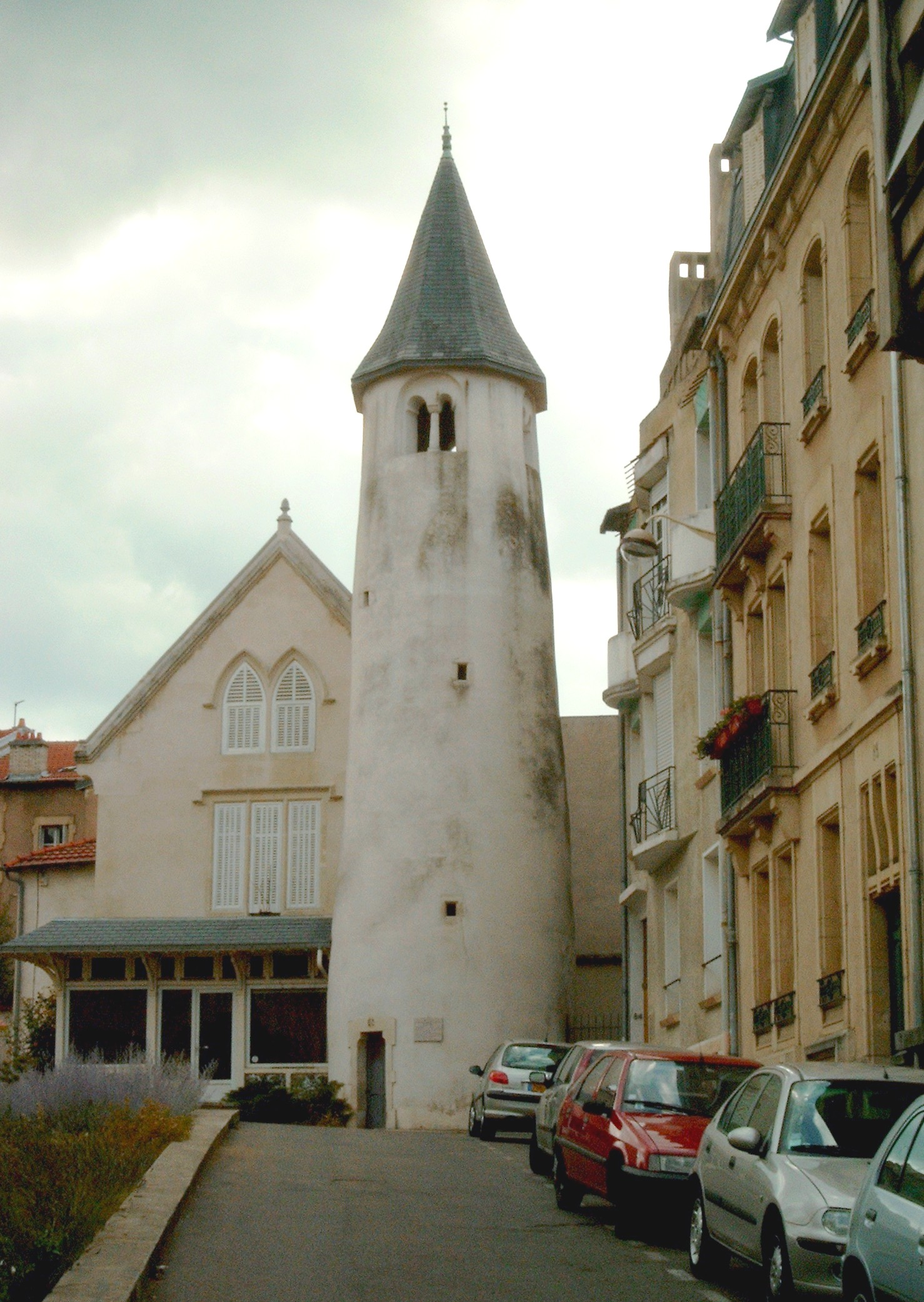
Tour de la Commanderie Saint-Jean-du-Vieil-Aître, Nancy : XIIe siècle

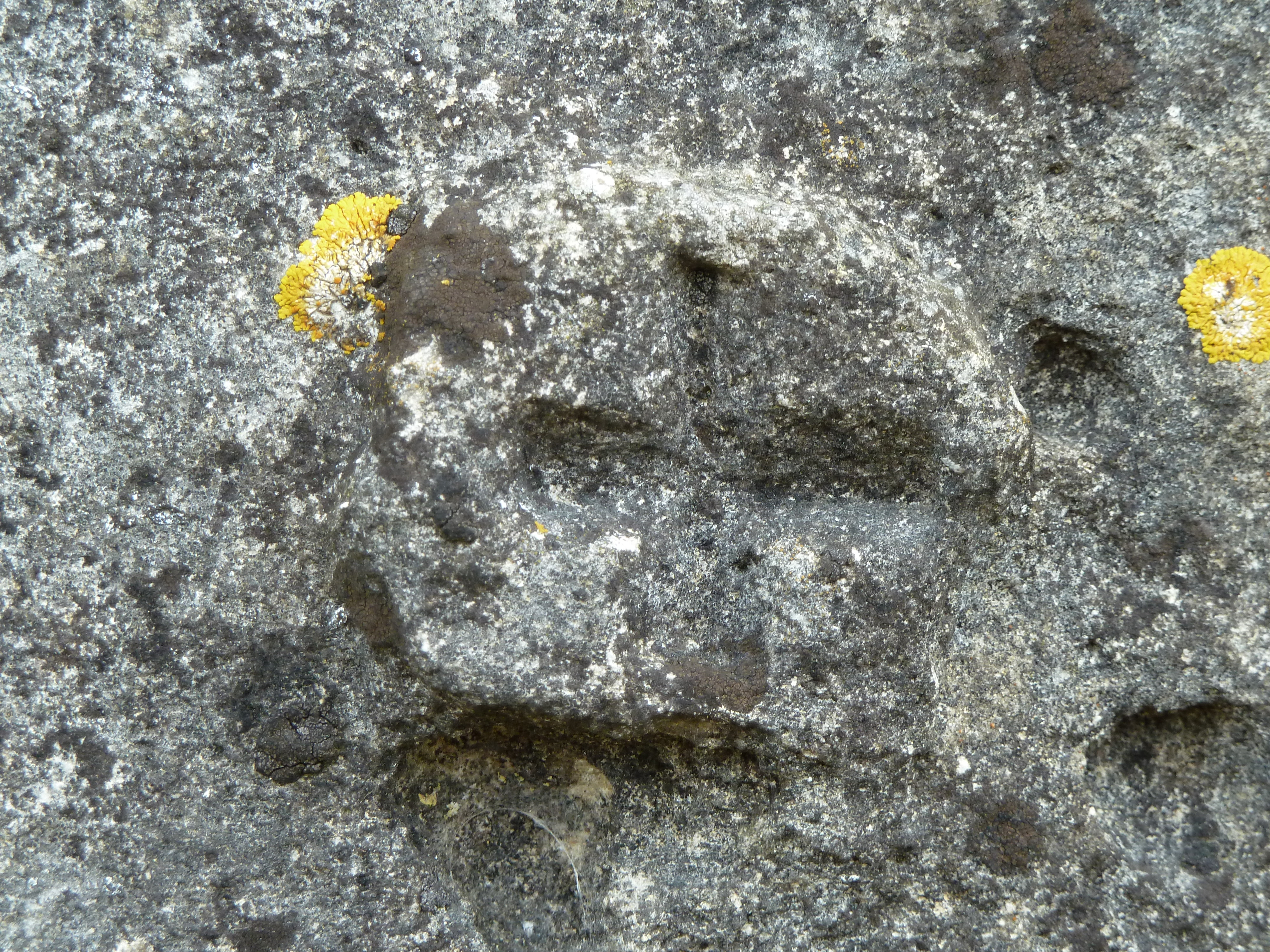
petite croix sur le mur d'enceinte de l'abbaye de Rangéval

- Les défrichements bouleversent le monde rural, ils ont pour centre en Lorraine les abbayes de Saint-Dié et de Remiremont[1].
- Le puits salé de Saltzbronn, situé au nord du gisement de sel Lorrain est exploité.
- Apparition de la ville basse (de Longwy), dite Neuveville.
- La seigneurie de Blammont (Blâmont) appartient à la famille qui en prit le nom (Blankenberg en allemand), puis devint un fief des comtes de Salm aux XIIe et XIIIe siècles.
- Création de l'Hôtel-Dieu à Nancy, devenu hôpital Saint-Julien au XIVe siècle par la volonté des Ducs de Lorraine[2].
- La geste des Lorrains, cycle de cinq chansons de geste anonymes datant des XIIe et XIIIe siècles.
- Début de la construction de l'Abbaye de Rangéval.

### Années 1100
- 1100 : Renaud Ier de Bar obtient Stenay et Mouzay de l’évêque de Verdun.
- 1101 : édification de la première église de Saint-Nicolas-de-Port.
- 1102 : 
  - Renaud Ier de Bar il devint avoué de l’abbaye de Saint-Pierremont
  - Décès de Brunon, chanoine puis archidiacre à Toul.
- 1104 : Adalbéron IV devient évêque de Metz (jusqu'en 1115).

### Années 1110

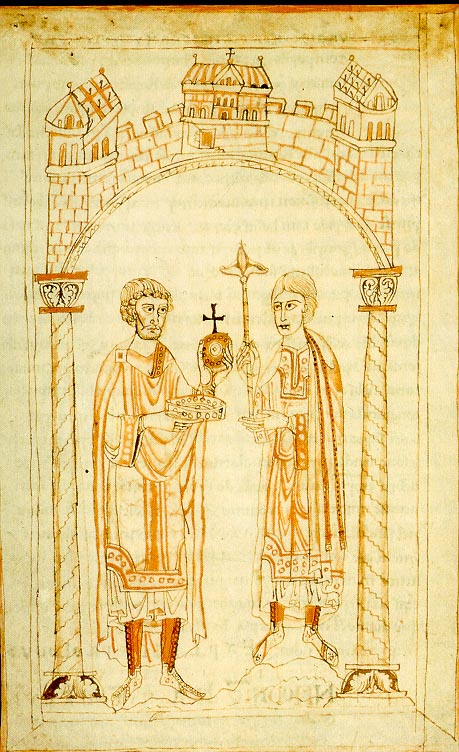
Henri V avec son père Henri IV

- 1112 : Renaud Ier de Bar ravage Scarponne.
- 1113 : l’empereur Henri V intervient dans la lutte en cours, prend d’assaut le château de Bar et fait prisonnier Renaud Ier de Bar. Il ne sera libéré qu’après avoir juré fidélité et prêté hommage.
- 1115 : Adalbéron IV, Schismatique, est démis par le concile de Reims. Il s'ensuit une vacance épiscopale de quelques années à Metz.

### Années 1120
- 1120 : 
  - Renaud Ier de Bar se marie avec Gisèle de Vaudémont (1090 † 1141), veuve de Renard III, comte de Toul, fille de Gérard Ier, comte de Vaudémont, et d’Hedwige de Dagsbourg.
  - Étienne de Bar, devient évêque de Metz. Il était fils de Thierry Ier de Montbéliard, comte de Bar et d'Ermentrude de Bourgogne.

### Années 1130
- 1130 : 

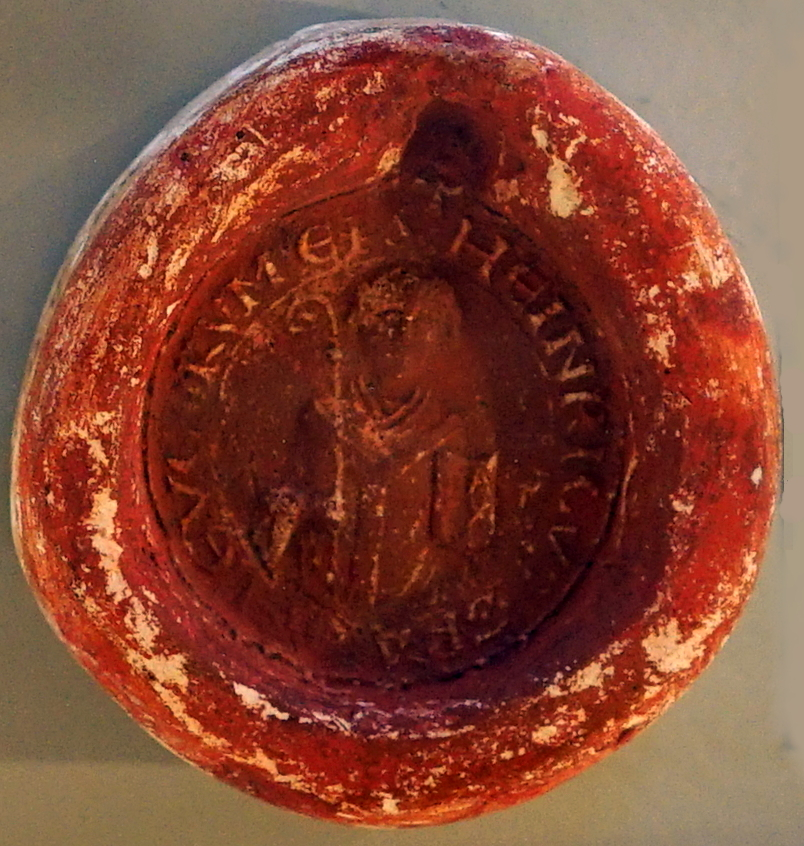
Sceau de Henri de Lorraine.

  - Henri de Lorraine, évêque de Toul, confirma à Bertram, abbé de Saint-Arnoul, et au prieur de Lay-Saint-Christophe, la possession des trois églises de Saint-Christophe, de Saint-Epvre de Champigneulles et de Saint-Barthelémy, situées en un vallon dans les bois de Haye.
  - Construction de l'église Notre Dame de la Ronde[3].
- 1132 : Homécourt est mentionné dans les écrits sous le nom de "Wucourt" ou "Vuecourt".
- 1134 : 
  - en abandonnant ses droits sur le comté de Verdun, Renaud Ier de Bar reçoit Clermont-en-Argonne.
  - Godefroy de Bouillon avait cédé Bouillon à l’évêque de Liège en précisant que s’il revenait de Terre sainte, il pourrait racheter la seigneurie, et autorisant cette faculté à ses héritiers. Renaud Ier de Bar se posant en héritier, réclame la ville et, devant le refus de l’évêque, la prend d’assaut.
- 1135 : le nom de Lunéville est mentionné sous la forme Lunaris villa

### Années 1140
- 1140 : 
  - Lunéville est citée sous le nom de Linerville[4]
  - début de la construction de la Abbaye de Sainte-Marie-au-Bois.
- 1147 : 
  - Nancy est une bourgade entourée d'une enceinte fortifiée[5].
  - Renaud Ier de Bar qui avait émis en 1128 le vœu de se croiser, s’engage dans la seconde croisade avec ses fils Renaud et Thierry.

### Années 1150
- 1154 : 

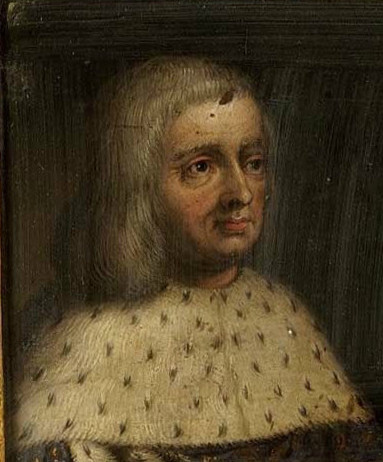
Mathieu Ier duc de Lorraine

  - Lunéville est citée sous l'appellation Linerville[4]
  - Mathieu Ier s'empare de Gondreville, répare le château, l'agrandit, fortifie la ville.
- 1156 : 
  - les dîmes du village de Champigneulles, ainsi que celles de Frouard, sont données à l'abbaye de Bouxières par le duc Mathieu de Lorraine.
  - Albert de Mercy devient évêque de Verdun, il le restera jusqu'en 1162.
  - Fondation de l'abbaye de Salival par Mathilde de Salm-Hombourg.

### Années 1160
- 1165 : décès de Henri de Lorraine, évêque de Toul.

### Années 1170

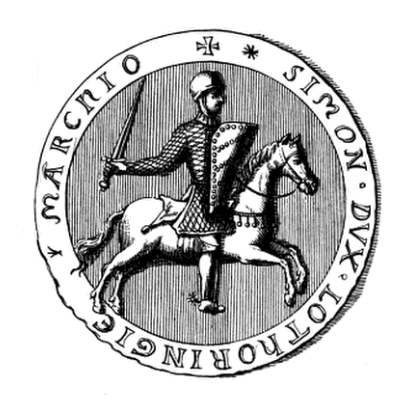
Simon II de Lorraine

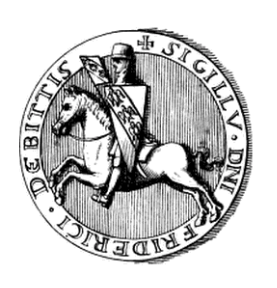
Ferry Ier de Bitche

- 1171 : Arnoul de Chiny-Verdun devient évêque de Verdun, il le restera jusqu'en 1181. Il était fils d'Albert Ier comte de Chiny et d'Agnès de Bar. Il fut tué à Sainte-Menehould en 1181.
- 1176 : Simont, fils de Mathieu, réunit à Gondreville une assemblée à laquelle il demande appui contre sa mère Berthe de Souabe.
- 1177 : Liverdun reçoit sa charte de franchise.
- 1179 : 
  - la Lorraine est partagée par le traité de Ribemont entre Simon II et Ferry Ier de Bitche
  - Bertram de Metz devient évêque de Metz.

### Années 1180
- 1181  : Henri II de Castres devient évêque de Verdun, il le restera jusqu'en 1186.
- 1187 : Albert II de Hierges devient évêque de Verdun, il le restera jusqu'en 1208. Il était fils de Manassès de Hierges et d'Alix de Chiny, fille d'Albert Ier, comte de Chiny.

Certains textes le nomment Albert de Hirgis.
- 1188 : Ferry II de Lorraine épouse Agnès de Bar dite Thomasse, fille de Thiébaut Ier, comte de Bar et de Laurette de Looz.

### Années 1190

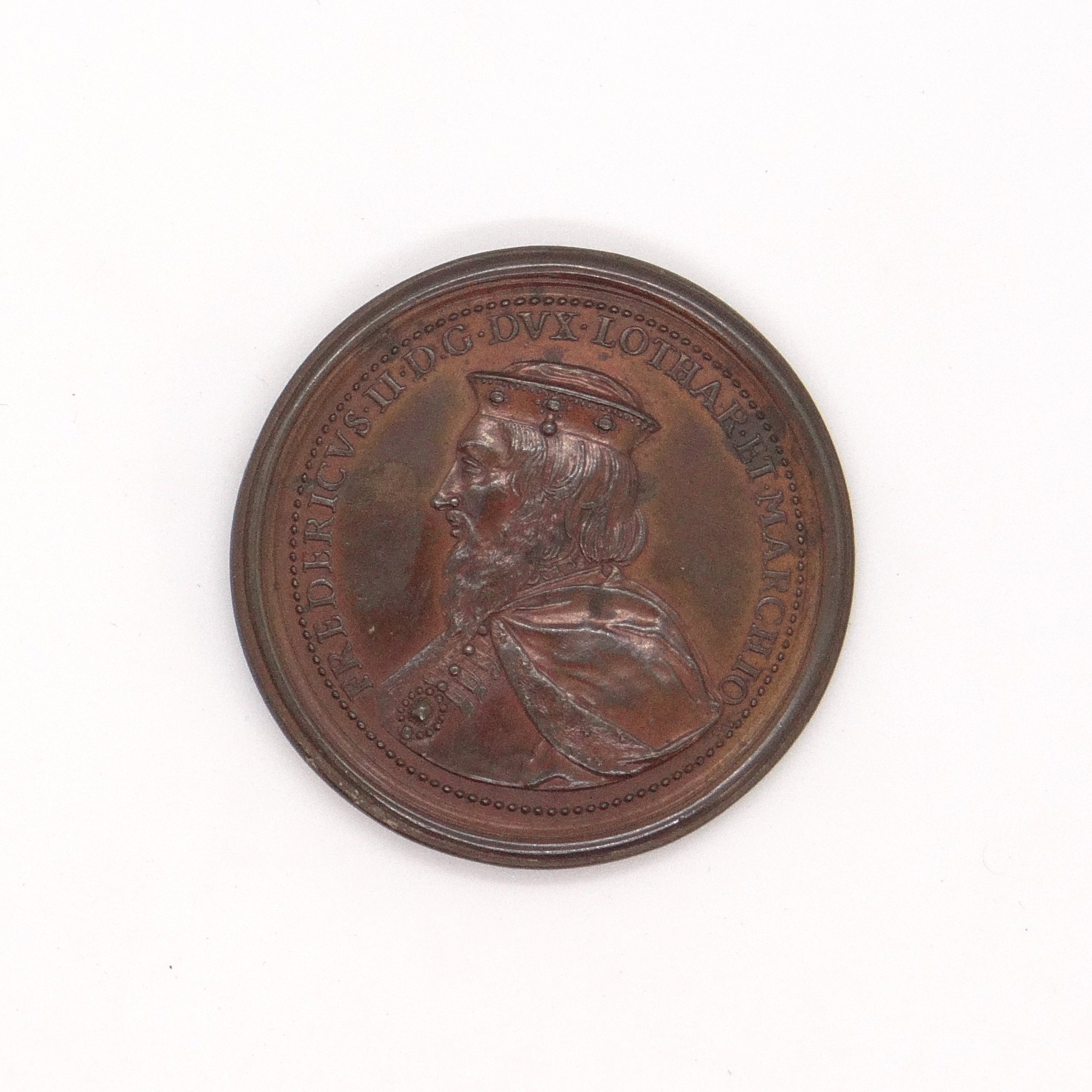
Ferry II de Lorraine

- 1190 : disparition de la Basse-Lotharingie[7]
- 1193 : 
  - édification de la seconde église de Saint-Nicolas-de-Port au même emplacement que la première.
  - année présumée de la naissance de Mathieu II de Lorraine.
- 1195 à 1197 : grande famine en Lorraine.
- 1197 : Ferry II de Lorraine soutient la candidature du roi des Romains Philippe de Souabe.

## Décès
- 1139, 13 ou 14 janvier[réf. souhaitée]  : Simon Ier, duc de Lorraine (° v. 1076).
- 1149, 10 mars : décès de Renaud Ier de Bar en mer Méditerranée, comte de Bar, seigneur de Mousson de 1105 à 1149 et comte de Verdun de 1105 à 1134.
- 1163, 29 décembre à Metz : Étienne de Bar, évêque de Metz de 1120 à 1163. Il était fils de Thierry Ier de Montbéliard, comte de Bar et d'Ermentrude de Bourgogne.